# ドリトル先生シリーズ

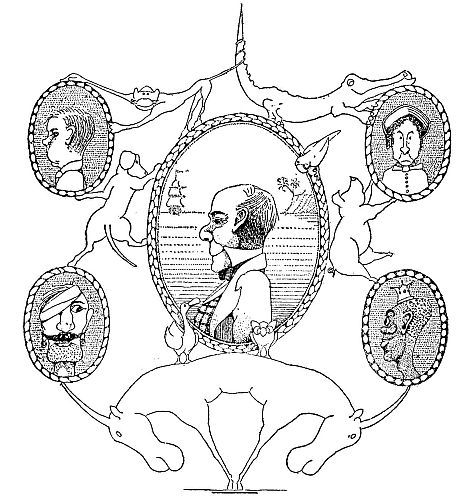
『ドリトル先生アフリカゆき』初版本（1920年）の内扉（ロフティング画）

ドリトル先生（ドリトルせんせい、Doctor Dolittle）シリーズは、20世紀前半にアメリカ合衆国で活動したイギリス出身の小説家、ヒュー・ロフティングによる児童文学作品のシリーズ。

## 解説
ロフティングは第一次世界大戦においてイギリス陸軍・アイリッシュガーズ連隊の志願兵として従軍した際に、動けなくなった軍用馬の射殺処分に遭遇して心を痛め、この体験から動物の言葉を解する獣医師の物語のインスピレーションを得たとされる。ロフティングは従軍先から2人の子供に宛てた手紙で、動物語を話すイギリスの田舎町に住む「ドリトル先生」の短い物語を挿絵付きで書くようになり、これが1920年に刊行された第1作『ドリトル先生アフリカゆき』の原型となった。
シリーズは全12巻で、他に番外編が2巻存在する。各巻は必ずしも時系列通りに並んでいるわけではなく、いわば「時系列シャッフル」的な手法が採られている。第3巻『郵便局』をどの時期に置くかは諸説あるものの（当該記事の概要を参照）、少なくとも第1巻『アフリカゆき』、第4巻『サーカス』、第6巻『キャラバン』、第11巻『緑のカナリア』は確実に、そしておそらくは第3巻『郵便局』も第2巻『航海記』（冒頭部分は1839年と明示されている）でドリトル先生が助手の「トミー」ことトーマス・スタビンズと出会うよりも以前の出来事である。第7巻『月からの使い』から第10巻『秘密の湖』までは巻数と時系列が一致しており、時系列上は『秘密の湖』が最終巻となる。刊行順の最終巻『楽しい家』はロフティングの生前に未発表となった短編8話をジョセフィン夫人とその妹のオルガ・フリッカーが整理し、オルガが補作を行った短編集である。
なお、1920年代にはニューヨーク・トリビューンで連載された。

### 評価と反響
第1作『アフリカゆき』が1920年に米国で刊行されて以降、シリーズ作品は老若男女を問わず高い人気を博したが作者のロフティング自身は次第にマンネリ化を感じ、一度は1928年刊の第8作『月へゆく』で主人公のドリトル先生を月世界へ置き去りにしたまま完結を図るつもりであった。しかし、読者から先生の帰還とシリーズ再開を求める声が多く寄せられたことから5年の空白期間を経て1933年刊の『月から帰る』で正式にシリーズを再開した。
ロフティングの没後、米国では1960年代後半より『アフリカゆき』第12章における黒人描写について、人種差別や偏見の助長に繋がるとして問題視され（詳細はドリトル先生アフリカゆき#作中の表現についてを参照）、1970年代にはシリーズの大部分が絶版となっていた。また、『航海記』に登場するクモザル島の住民は「インディアン」だが、インディアンの社会文化に関する描写が不正確で、彼らの文化を誤解させるステレオタイプの典型となっている。（ドリトル先生航海記#作中の民族表現についてを参照）
1967年にはオルガ・フリッカーの編著で『ドリトル先生物語選集』（Doctor Dolittle, a Treasury）が刊行されているが、本編に比べると知名度は高くない。その後、1986年のロフティング生誕100周年を機に問題とされた箇所の改訂作業が進められ、パトリシア&フレデリック・マッキサックの手で遺族の了承を得て該当箇所を修正した改訂版が1997年より刊行されている。日本では、2001年に黒人差別をなくす会が岩波書店に対して上記の描写に加え『秘密の湖』で固有名詞のニジェール川（Niger river）を「ニガー川」とするなどの誤訳を挙げて回収を求めたが、岩波書店側は該当する誤訳などの「不適切」とされた箇所については修正に応じたものの、回収措置は執らず作品が執筆された時代背景に関する編集部の考え方を別紙で説明し、読者に理解を求めている。
米国では上記の理由で長く絶版状態が続いたこと、またロフティングの母国・イギリスではシリーズ全巻ともロフティングが米国へ移住した後に書かれたものであるため「ロフティングは米国の作家」と言うイメージが強い為か本シリーズも「過去の作品」として扱われることが多く、現在では米英よりも日本、そしてポーランドや旧ユーゴスラビアなどかつての東側諸国において人気が高いと言うことである。
本作の主人公を由来とする「ドリトル先生」は、主に二通りの意味で人物の愛称や異名に使用される場合がある。一つは動物と自由に会話ができる、あるいは会話までは行かなくとも高度な意思疎通が可能な（少なくとも、周囲からはそう見られている）人物に対して、もう一つは極めて腕の良い獣医師を評して使用される。

### 「ドリトル」という表記
Dolittleという姓の日本語表記は、大槻憲二が1925年に第2巻『航海記』を雑誌連載した際に表題を『ドーリットル博士の航海』としている。その後、第1巻『アフリカゆき』を最初に翻訳した井伏鱒二が『文學界』1940年11月号で同作の冒頭部分を「童話 ドリトル先生物語」として紹介した際に「ドゥーリトル」と言う発音が日本語に馴染まず特に子供には発音しづらいことと、だからといって"Dolittle"と言う姓をその由来である"do little"、つまり「わずかな働き」からの意訳で「やぶ先生」とするわけにもいかないことからあえて「ドリトル」という表記を採った経緯について述べている。ちなみに"Dolittle"という名前は近代外科学の権威として有名なジョン・ハンターのあだ名から取られたらしく、ジョン・ハンターは従軍していていたおりに旧弊な医療に疑義を唱え、安易に手術を行わずに科学的推論と自然治癒を重視していたことに由来するという。
これ以後、ほとんどの日本語訳では井伏訳を踏襲して「ドリトル」としているが、1960年代から1970年代に刊行された英和対訳の学習教材では「ドゥリトル」という表記も見られる。
なお、ジョージ・バーナード・ショーの戯曲『ピグマリオン』の登場人物で映画『マイ・フェア・レディ』ではオードリー・ヘプバーンが演じたイライザ・ドゥーリトル（Eliza Doolittle）や1942年のドーリットル空襲で知られるジミー・ドーリットル（Jimmy Doolittle）はいずれもDoolittleで"o"が一つ多い。

## 世界観

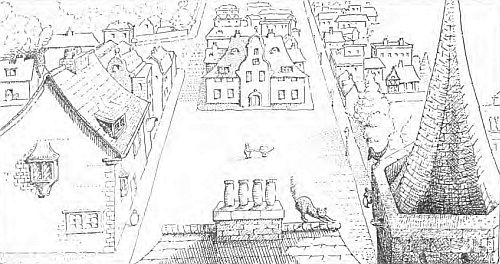
「沼のほとりのパドルビー」の中央広場（『アフリカゆき』挿絵、ロフティング画）

シリーズ作品の時代設定はおおむね1830年代後半から1840年代前半のヴィクトリア朝初期に設定されており、先生はイングランド南西部の港湾都市・ブリストルからやや離れた場所のスロップシャー州（Slopshire）に属する田舎町・沼のほとりのパドルビー（Puddleby-on-the-Marsh）にある屋敷に住んでいるとされる。パドルビーは架空の町であるが、その風景はイングランド東部・ノーフォークの湖沼地方をモデルにしたともされている。
ドリトル家の屋敷には先生の先祖が園遊会やローンボウルズ（玉転がし）をしたという広い庭があり、たくさんの動物たちが住んでいる。先生は博物学者であり、腕の良い医師として妹のサラ（Sarah）と暮らしていたが、屋敷の動物たちが患者に迷惑をかける騒動が相次いで人間の患者は誰も寄り付かなくなってしまった。そんなある日、先生はオウムのポリネシアから「動物語」の存在を知らされ、英語を始め人間が使う複数の言語を話せるポリネシアの手ほどきを受けて、動物たちと話すことができるようになる。
動物と話せるお医者、と言う評判を聞き付けた近所の動物たちが、治療のために屋敷に押し掛けて来るようになり、先生の暮らし向きは再び良くなるが、サーカス団からワニを引き取ったことで、町の人々はペットや家畜を連れて来るのをやめてしまう。こうした有様に、ついにサラは怒りを爆発させ、兄に愛想を尽かして出て行ってしまう。
先生がこうなってしまったのは自分達のためである、と気づいた動物たちは会議をひらき、能力を出し合って、先生を手伝い始める。ベッドメイクを始めとする家事はアヒルのダブダブ、会計はフクロウのトートーが担当することになった。動物たちの楽しみは、夕食の後に暖炉の前で顔を揃えて身の上話をすることである。そして、先生が所用や航海で長く家を空けるときは動物たちも同行し、その能力を活かして先生を手助けする。

## 主な登場人物と動物
以下に挙げるキャラクターの名称は原則として井伏鱒二訳の岩波版ドリトル先生物語全集に準じて原文の名称をカッコ内に併記するが、特に必要な場合は河合祥一郎訳の角川つばさ文庫版における名称を本文中に記載する。

### 主要人物
ジョン・ドリトル（John Dolittle）
主人公の博物学者・医学博士・ジェントリ。通称はドリトル先生（Doctor Dolittle）。
トーマス・スタビンズ（Thomas "Tommy" Stubbins）
もう一人の主人公。第2巻『航海記』から、住み込みの助手として登場した、ドリトル先生を慕う少年。みんなからは「トミー」と呼ばれるが、先生だけは礼儀正しく「スタビンズ君」と呼んでいる。ポリネシアから動物語を学び、屋敷の中にある「動物園」の副園長を務めたりもしている。先生は靴屋を営む父・ジェイコブとは旧知の仲で、その修理技術を高く評価し、靴直しは必ずジェイコブの店（トミーの実家）に頼んでいた。『航海記』以後の全ての作品は、ポリネシアの口述をもとに、トミーが思い出を書き取った「回顧録」形式で構成されている。
サラ・ドリトル・ディングル（Sarah Dolittle Dingle）
ドリトル先生の妹。作中に登場する唯一の親族である。先生がワニのジムを引き取ったことに愛想を尽かし、教区長を務める富豪のディングル家へ嫁いで行った。『サーカス』や『キャラバン』では先生と間の悪いところでたびたび再会し、その都度呆れている。
マシュー・マグ（Matthew Mug）
ペットの餌用に屑肉を売る猫肉屋を稼業とする男。ジプシーの血を引く気のいい男で機転も利くが、手癖が悪く札付きの密猟者で、窃盗で何度も逮捕・投獄されており、ドリトル先生のような紳士と親友である事は司法当局からも訝しがられている。夫人のテオドシアは夫と違って学のある人物で、字が読めない夫に先生の著書を読み聞かせたりしている。

## シリーズ各巻
シリーズは全12冊と番外編2冊。挿絵も作者であるロフティングの自筆画が使われている（日本では岩波書店版のみ）。また、日本語版の表題は原則として岩波書店版に準じる。刊行年は米国（1 - 9巻と番外編はF・A・ストークス社、10 - 12巻はJ・B・リッピンコット社）とイギリス（全巻ともジョナサン・ケープ社）の原書、日本語訳（主に岩波書店）の初刊についてそれぞれ記述する。
第1巻『ドリトル先生アフリカゆき』
The Story of Doctor Dolittle
発行年： /  1922年 /  1941年（白林少年館）
第2巻『ドリトル先生航海記』
The Voyages of Doctor Dolittle
発行年： 1922年 /  1923年 /  1952年（講談社・世界名作全集）
第2回ニューベリー賞受賞。
第3巻『ドリトル先生の郵便局』
Doctor Dolittle's Post Office
発行年： 1923年 /  1924年 /  1952年（岩波少年文庫）
第4巻『ドリトル先生のサーカス』
Doctor Dolittle's Circus
発行年： 1924年 /  1925年 /  1952年（岩波少年文庫）
第5巻『ドリトル先生の動物園』
Doctor Dolittle's Zoo
発行年： 1925年 /  1926年 /  1961年（岩波書店・全集）
第6巻『ドリトル先生のキャラバン』
Doctor Dolittle's Caravan
発行年： 1926年 /  1927年 /  1953年（岩波少年文庫）
第7巻『ドリトル先生と月からの使い』
Doctor Dolittle's Garden
発行年： 1927年 /  1928年 /  1962年（岩波書店・全集）
第8巻『ドリトル先生月へゆく』
Doctor Dolittle in the Moon
発行年： 1928年 /  1929年 /  1955年（岩波少年文庫）
第9巻『ドリトル先生月から帰る』
Doctor Dolittle's Return
発行年： 1933年 /  1933年 /  1962年（岩波書店・全集）
第10巻『ドリトル先生と秘密の湖』
Doctor Dolittle and the Secret Lake
発行年： 1948年 /  1949年 /  1961年（岩波書店・全集）
第11巻『ドリトル先生と緑のカナリア』
Doctor Dolittle and the Green Canary
発行年： 1950年 /  1951年 /  1961年（岩波書店・全集）
遺稿を夫人とその妹が整理して刊行された。
第12巻『ドリトル先生の楽しい家』
Doctor Dolittle's Puddleby Adventures
発行年： 1952年 /  1953年 /  1962年（岩波書店・全集）
短編集。前巻と同様、遺稿を夫人とその妹が整理して刊行された。
番外編『ガブガブの本』
Gub-Gub's Book, An Encyclopaedia of Food 
発行年： 1932年 /  1932年 /  2002年（国書刊行会）
上記の他、誕生日に合わせて1日ごとにイラストと『月から帰る』までの本編中の台詞を添えた"Doctor Dolittle’s Birthday book"（ドリトル先生のバースデー・ブック）という本が1935年に刊行されているが、日本語訳は未刊行となっている。また、"Doctor Dolittle Meets a Londoner in Paris"（ドリトル先生、パリでロンドンっ子と出会う）という短編小説が1925年に発表されているが、岩波版では収録されず角川つばさ文庫版にのみ日本語訳が存在する。
原書は米国のリッピンコット・ウィリアムズ・アンド・ウィルキンス、イギリスのジョナサン・ケープとも絶版となっているがイギリスでは米国で絶版になっていた期間もPuffin Booksから刊行され、米国では1997年以降に問題とされた箇所を修正した改訂版がランダムハウス系列のRed FoxやYearling Booksから刊行されている。

### 日本語訳
日本における最初の翻訳は、大槻憲二が博文館の雑誌『少年世界』1925年1月号から12月号まで第2巻『航海記』を『ドーリットル博士の航海』の表題で連載したものであるが、単行本化はされなかった。この連載では、小笠原寛二の挿画が使われている。
第二次世界大戦中に児童文学作家の石井桃子が、近所に住んでいた井伏鱒二に本作を薦め、井伏が石井の下訳を基に第1巻『アフリカゆき』を翻訳した。この訳は『ドリトル先生「アフリカ行き」』の表題で石井が設立した白林少年館から1941年に出版されたが、ほどなくして白林少年館は倒産してしまう。その後、講談社の雑誌『少年倶楽部』において『航海記』を『ドリトル先生船の旅』の表題で連載していた井伏は陸軍に徴用され、本書の翻訳は一時中断した。終戦後、帰国した井伏は引き続きシリーズ各巻の翻訳を継続し、1962年に全12巻の翻訳が完成した。井伏訳は児童文学作品であることを考慮し、全編にわたって読みやすい口語の文体を採用しており、名訳として評価が高い。しかし翻訳作業が行われた時期が古いこともあり、トリュフを「松露」と訳すなど、現代においては馴染まない訳語を使っていることも多い。この井伏訳は岩波少年文庫と愛蔵版ハードカバー『ドリトル先生物語全集』として現在も版を重ねている。
2000年代までは井伏訳が唯一の全巻（番外編を除く）訳であったが、2008年に原作者・ロフティングの日本における著作権の保護期間が戦時加算分を含めて満了したことを受け、2011年5月より河合祥一郎の新訳版が角川つばさ文庫から順次、刊行されている。河合訳では井伏訳の「オランダボウフウ」を原文通り「パースニップ」としたのを始め、井伏訳では、前述した「松露」のようにもっぱら意訳されていた、日本に馴染みの薄いイギリス風の料理や菓子、食材の名称を出来るだけ原文から忠実に訳し、あとがきで料理に関する解説を加えている点とポンドやシリング、ペニーなどの通貨単位を現代基準の日本円（概ね1ペニー＝100円）に換算している点が特徴である。なお、前述の"Pushmi-pullyu"は井伏訳「オシツオサレツ」を踏襲せず「ボクコチキミアチ」と訳している。この新訳では岩波版と異なりロフティング自筆の挿画でなく、日本のイラストレーター・pattyが新規に描いたイラストを使用している。
河合訳以外で2008年以降に公表された新訳は、大半が第1巻『アフリカゆき』と第2巻『航海記』のもので、小林みき訳（ポプラポケット文庫）や、麻野一哉訳などが存在する。
なお、番外編『ガブガブの本』は、光吉夏弥が一部エピソードのみを抄訳した『たべものどろぼうと名たんてい』が1957年に光文社より刊行されたものの、岩波版には採録されず、『アフリカゆき』巻末の石井桃子による解説でも言及されていなかったが、2002年に南條竹則が全編を訳して国書刊行会より出版された。
2021年4月、福岡伸一による新解釈の連載小説「ドリトル先生ガラパゴスを救う」が朝日新聞朝刊教育面で開始された。スタビンズが「私の没後50年過ぎたら公開してよろしい」という遺言に基づいて公表した形を採っている。

## 映像化作品
「ドリトル先生」は、実写映画やアニメシリーズとして多数映像化されている。米国で製作された映像作品では、先生はどれも肥満体の設定が改められて痩身のキャラクターとなっている。

### 映画作品
- 『ドリトル先生不思議な旅』（1967年）

レックス・ハリソン主演のミュージカル映画。原案は第2巻の「ドリトル先生航海記」に「アフリカ行き」や「月へ行く」の要素を加えたもので、オシツオサレツや海カタツムリ、巨蛾が登場し、クモザル島の住民はインディアンではなく、黒人である。
航海の同行者に、トミー以外にネコ肉屋のマシュー・マグ（妙な若い優男になっている）を加えており、二枚貝がパクパク殻を開いて先生と会話するような、子供向けのコメディータッチの作品になっている。この作品では先生は女嫌いの菜食主義者になっており、また体型も肥満体でない。
- 『ドクター・ドリトル』（2020年）

ロバート・ダウニー・Jr主演のファンタジー・冒険映画。

### アニメ作品
- 『ドリトル先生アフリカ行き』（1928年）

原題"Dr. Dolittle und seine Tiere"。ドイツで制作された白黒の無声短編アニメ映画。『アフリカゆき』の前半から抜粋した3編のエピソードで構成。
- 『ドリトル先生航海記』（1970年 - 1972年）

原題"Doctor Dolittle"。アメリカのテレビ・アニメーション・シリーズ。DePatie–Freleng Enterprises（DFE社）によって制作され、1970年9月から三大ネットワークの一つであるNBCによって放送された。原作とは全く異なった作品で、現代を舞台に、ドリトル先生、トミー少年（トーマス・スタビンズ）、ポリネシアらが帆船・ヒラメ号で世界各国を巡って動物達に力を貸す物語である。世界征服をたくらむ海賊スカービーとその一味が、動物の言葉を話す秘密を奪おうと先生一行を追いかけて、毎回大失態を演じるというコミカルタッチの内容で、先生は原作とは違ってすらっとした痩身、トミー少年はメガネをかけている。キリギリスのロック・バンドが旅仲間として先生の鞄の中に入って同行し、バンドが1曲披露してキャラクターたちが歌い踊るシーンが毎回挿入される。ミュージカル歌手のボブ・ホルト（Bob Holt）が先生の声を担当した。日本では1972年1月30日から同年6月4日までNHK総合テレビジョンの『少年映画劇場』の第1部で放送され、オペラ歌手の立川清登がドリトル先生の声を担当した。またNHK総合テレビジョンの音楽番組『ステージ101』の出演グループであるヤング101が、キリギリスのバンドの歌声を吹き替えた。
- 『ドリトル先生物語』（1984年）

原題"The Voyages of Dr. Dolittle"。日米合作。『航海記』をベースにしつつ後半は『アフリカゆき』から採ったエピソードを交えている。アメリカでは1984年にテレビ放送され、日本では1990年に6話までがOVAとして発売された後に1997年12月から1998年4月までNHK衛星第2テレビの「衛星アニメ劇場」で放送された。先生の声は映画『不思議な旅』の映像ソフト版でも先生を演じた中村正が担当。
- 『The Voyages of Young Doctor Dolittle』（2011年）

青年ドリトル先生が活躍するアメリカのCGアニメ。先生は丸眼鏡をかけている。ティム・カリーが声を担当。

### CMキャラクター
- 『トヨタ自動車』（1990年 - 1991年）

トヨタ自動車がドリトル先生を自社のコマーシャル・キャラクターとして使用、テレビCMや新聞媒体などに登場した。ロフティング画のドリトル先生が自動車を運転しながらエコロジーを口にするというものだった。

### その他
『不思議な旅』と同じ20世紀フォックス製作でエディ・マーフィが「黒人のドリトル先生」を演じる『ドクター・ドリトル』と『ドクター・ドリトル2』、その続編として製作されたオリジナルビデオでカイラ・プラットが父・ジョンの能力を受け継いだ娘のマヤ・ドリトルを演じる『ドクター・ドリトル3』『ドクター・ドリトル4』『ドクター・ドリトル ザ・ファイナル』がある。いずれもロフティングが「原作者」としてクレジットされているが、舞台は現代のアメリカであり、「ドリトル」という名前と「動物と話せる医者」という設定上の共通項以外、原作と全くの別物である。